# Ana Basaraba
Ana Basaraba (Ана), znana i kao Anka (Анка) ili Anča (Анча), bila je carica Srpskog Carstva, žena cara Stefana Uroša V. Nejakog.
Roditelji su joj bili Nikola Aleksandar i njegova žena Klara Dobokai. Nikola je bio vojvoda Vlaške.
Ana se najvjerojatnije udala 1360. Poslije je postala redovnica Jelena.